# 1687년
1687년은 수요일로 시작하는 평년이다.

## 연호
- 청(淸) 강희(康熙) 26년
- 일본(日本) 조쿄(貞享) 4년
- 후 레 왕조(後黎朝) 찐호아(正和) 8년

## 기년
- 류큐(琉球) 쇼테이왕(尚貞王) 19년
- 청(淸) 성조 강희제(聖祖 康熙帝) 26년
- 조선(朝鮮) 숙종(肅宗) 13년
- 후 레 왕조(後黎朝) 희종(熙宗) 12년

## 사건
- 7월 5일 - 영국의 물리학자 아이작 뉴턴, 《프린키피아(Principia)》출간.
- 9월 26일 - 그리스에 있는 파르테논 신전이 파괴되다.

## 탄생
- 10월 24일 - 조선 19대 국왕 숙종의 제 2계비 인원왕후. (~1757년)

## 사망
- 3월 22일 - 이탈리아 출신의 프랑스 작곡가 장바티스트 륄리. (1632년~)